# آرامگاه خضر (همدان)
بقعه خضر مربوط به سدهٔ ۴ و ۵ ه‍.ق است و در همدان، کوی خضر واقع شده و این اثر در تاریخ ۲۸ خرداد ۱۳۵۴ با شمارهٔ ثبت ۱۰۷۷ به‌عنوان یکی از آثار ملی ایران به ثبت رسیده است.